# Paradicsomleves

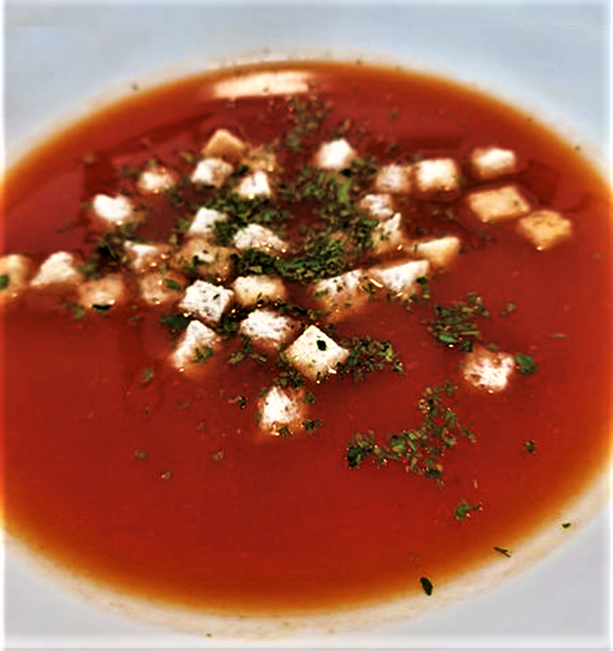
Paradicsomleves zsemlekockával

A paradicsomleves a paradicsom kipréselt, átszűrt levéből rántással készített zöldségleves, amibe rizst vagy metéltet tesznek. Világszerte elterjedt étel. Ízesítése területenként eltérő, van ahol sárgarépával vagy más zöldséggel ízesítik.
Ízét néhol jellegzetes regionális fűszerekkel, gyógynövényekkel finomítják. Helyenként olyan összetevőkkel is gazdagítják, mint a crème fraîche, a zsemlekocka (kruton) vagy a sajt. A paradicsomleves egyéb ételeknek is az alapja, mint például a spanyol gazpachónak.

## Története
A leves első receptjét Eliza Leslie említi 1857-ben a New Cookery Book című kiadványában.
Népszerűségét növelte Joseph Campbell sűrített paradicsomleves receptje 1897-től.
Andy Warhol amerikai képzőművész híres, konzervdobozokat ábrázoló festménysorozatában szerepel – többek között – a nevezetes amerikai konzervgyár Campbell's Tomato Soup feliratú konzervjének ábrázolása is.